# Jan Kotrč
Jan Kotrč (23. srpna 1862, Bilsko ve Slezsku – 17. října 1943, Vlachovo Březí) byl český šachista, šachový skladatel a publicista, tvůrce českého prvního odborného šachového listu Šach-Mat roku 1884 a Českých listů šachových roku 1896 (společně s Karlem Traxlerem). Roku 1882 se kolem něj vytvořila šachová společnost (vlastně šachový klub), která se scházela v Jedličkově kavárně v Praze. Roku 1899 založil první šachovou rubriku v českém denním tisku (v Národních listech), kterou vedl do roku 1900. Věnoval se také kompozičnímu šachu podle zásad české školy úlohové.
Roku 1903 se Kotrč odstěhoval do Vídně, kde žil celých dalších čtyřicet let jako ředitel tiskárny. Ve dvacátých a třicátých letech zde vydával zajímavý časopis Arbeiter Schachzeitung, který je dnes bibliografickou raritou.

## Z díla
- Šachové úlohy 1884–1910 (1910), společně s Karlem Traxlerem,
- Hra v šachy (1911),
- Lehrbuch des Schachspiels (Učebnice šachu, 1920),
- Das Schachspiel (Šachy, 1926),
- Eröffnungen in der modernen Schachpartie (Zahájení v moderní šachové partii, 1934).